# Прудкін Марк Ісаакович
Марк Ісаакович Прудкін (рос. Марк Исаа́кович Пру́дкин; 14 вересня 1898 — вересень 1994, Москва, Росія) — російський актор. Народний артист СРСР (1961). Лауреат Державної премії СРСР (1946, 1947, 1949). Герой Соціалістичної Праці (1989). Кавалер орденів Трудового Червоного Прапора, Жовтневої Революції, Леніна та Дружби народів.
З 1918 р. працював у МХАТі.
Знявся в українському фільмі «Загублені в пісках» (1984, Старий).

## Фільмографія
- 1927 - Мабул - епізод
- 1927 - Людина з ресторану - офіцер
- 1928 - Сьомий супутник - офіцер
- 1968 - Брати Карамазови - Федір Павлович Карамазов
- 1970 - Штрихи до портрета В. І. Леніна - доктор В. М. Мінц
- 1970 - Кремлівські куранти - Єгор Дмитрович Нікольський
- 1971 - День за днем - Віктор Богданов
- 1974 - Вибір мети - Альберт Ейнштейн (ні в титрах)
- 1975 - Лебедина пісня (короткометражний) - актор
- 1976 - 12 стільців - Варфоломій Коробейніков
- 1983 - Два розділи з сімейної хроніки - Гаммер
- 1983 - Блондинка за рогом - Гаврило Максимович Пориваєв, батько Миколи (озвучив З. Гердт)
- 1984 - Загублені в пісках - старий

## Телевистави
- 1962 - Сьомий супутник - Приклонський
- 1967 - Кремлівські куранти - іноземний письменник
- 1969 - Єгор Буличов та інші - Василь Достигаєв
- 1972 - Вороги - Михайло Скроботов
- 1972 - Останні - Яків
- 1974 - Соло для годинника з боєм - Хмелік
- 1976 - Марія Стюарт - Джордж Тальбот, граф Шрусбері
- 1976 - На всякого мудреця досить простоти - Крутицький
- 1977 - Чеховські сторінки (за оповіданням «Лебедина пісня») - Василь Васильович Світловидов
- 1980 - Все закінчено - Друг
- 1981 - 50 років театру ляльок Сергія Образцова
- 1981 - Дядюшкін сон - князь
- 1981 - Іванов - Шабельський
- 1986 - Осінній вітер - Жорж